# 8-й Огайский пехотный полк
8-й Огайский добровольческий пехотный полк (англ. 8th Ohio Infantry Regiment), — один из пехотных полков армии Союза во время Гражданской войны в США. Полк был набран в Кливленде и сформирован в лагере Кэмп-Дэннисон в мае-июне 1861 года. Полк прошел почти все сражения на востоке от Западновирджинской кампании до осады Петерсберга и был расформирован в 1864 году за истечением срока службы. Наибольшую известность полк получил своим участием в отражении атаки Пикетта в ходе сражения при Геттисберге.

## Формирование
В 1861 году после призыва Линкольна о наборе 75 000 добровольцев, в штате Огайо начали формироваться роты. Кливлендский ирландский клуб собрал роту Hibernian Guards, которая тренировалась в лагере Кэмп-Тейлор на углу Кинсман-Авеню и Гудзон-стрит. 29 апреля 1861 года эта рота стала ротой «В» 8-го Огайского полка. Впоследствии роты были переведены в Кэмп-Дэннисон в Цинцинати и там полк был 22 июня принят на службу в федеральную армию сроком на 3 месяца. Роты «В» и «D» тренировались как роты застрельщиков и им выдали винтовки «Энфилд». Остальные роты на первое время получили австрийские гладкоствольные мушкеты.

## Боевой путь
8-й Огайский был направлен в западную Вирджинию, где принял участие в Западновирджинской кампании. В июле он был включен в бригаду генерала Чарльза Хилла (в составе Оккупационной армии Джорджа Макклеллана). Активного участия в сражениях полк не принимал. 25 декабря майор Соер стал подполковником, Альберт Уилсон, капитан роты А, стал майором, а 15 декабря полковником стал Самуэль Кэррол.

## Флаг
Штат Огайо в XIX веке не имел своего флага, и пехотные полки использовали федеральный «звездно-полосатый» флаг. Знамя 8-го огайского представляло собой квадрат высотой 181 сантиметр и шириной 195. На знамя была прикреплена белая полоса с надписью: « 8th O.V.I.».